# 成绩单
在教育领域，成绩单是記錄學生成績的紙質單據或電子表單，有些成績單還會記載學生完整的入学历史、所有课程或科目的成績以及授予的学位和獲得的奖励。